# محمدرضا کیانی (گیلانغرب)
محمدرضا کیانی یک روستا در ایران است که در بخش مرکزی شهرستان گیلانغرب در استان کرمانشاه واقع شده‌است.

## جمعیت
این روستا در دهستان حومه قرار دارد و براساس سرشماری مرکز آمار ایران در سال ۱۳۸۵، جمعیت آن ۸۷ نفر (۱۸ خانوار) بوده‌است.